# Autor de nome científico
Em nomenclatura, o autor com nome científico é a pessoa ou equipa que tem descrito, denominado e publicado validamente um táxon. A citação  do autor é a referência ao autor ou autores do táxon e escreve-se depois do nome científico do mesmo.
O modo em que se realiza a citação do autor de um determinado nome científico varia segundo se trate de taxa de plantas, animais ou bactérias, e se encontra padrão, respetivamente, pelo Código Internacional de Nomenclatura Botânica, o Código Internacional de Nomenclatura Zoológica e o Código Internacional de Nomenclatura de Bactérias. De facto, no caso dos taxa de plantas, citações do autor realizam-se em forma geralmente abreviada, enquanto nos casos dos taxa de animais e de bactérias utiliza-se o apelido completo do autor.
A seguir detalham-se as normas e recomendações para citar ao autor ou autores de taxa de plantas, animais e bactérias.

## Regras e recomendações

### Taxa de plantas
As regras e recomendações para citar ao autor ou autores de um táxon de plantas estão estabelecidas no artigo 46 do Código Internacional de Nomenclatura para algas, fungos e plantas, as quais se resumem a seguir:
- Nas publicações, particularmente aquelas referidas a taxonomia e nomenclatura, é desejável citar aos autores do nome do táxon, ainda que não se realize uma referência bibliográfica.[6] Exemplos:

Rosaceae Juss., Rosa L., Rosa gallica L., Rosa gallica var. eriostyla R.Keller, Rosa gallica L. var. gallica.
Pode observar-se que a citação do autor se realiza tanto para a família (Rosaceae), como para o género (Rosa), a espécie (Rosa gallica) ou a variedade (Rosa gallica var. eriostyla). O autor para o nome da família é Antoine Laurent de Jussieu, para o nome do género e da espécie é Carlos Linneo e para a variedade é Robert Keller. Todos esses nomes têm sido convenientemente abreviados segundo se indica na próxima secção.
- Ainda nas revistas científicas, o nome do autor de um táxon se cita só a primeira vez que se menciona a dito táxon. Exemplo:[7]

O género Vicia L. está representado por ca. 180 a 210 espécies, distribuídas em todas as regiões tropicais e temperadas do mundo. O maior centro de variação de espécies de Vicia acha-se na área Mediterrânea, com centros secundários na América do Norte e América do Sul.
- O nome de um novo táxon deve atribuir ao autor ou autores que realizaram a descrição válida ou diagnóstico desse táxon, ainda que a publicação do diagnóstico tenha sido realizada por outros autores.[8]

Olive Mary Hilliard e Brian Laurence Burtt publicaram em 1986 um trabalho no que os nomes e descrições de várias espécies de Schoenoxiphium, incluindo a Schoenoxiphium altum, se atribuíam a Ilkka Kukkonen O nome do táxon, então, cita-se como S. altum Kukkonen.
John Torrey e Asa Gray em sua obra de 1838 atribuíram os nomes Calyptridium e C. monandrum a «Nutt». As descrições estavam entre aspas indicando que Thomas Nuttall as tinha escrito, como se reconhecia e agradecia no prólogo. Os nomes, então, citam-se como Calyptridium Nutt. e C. monandrum Nutt.
- Quando o nome de um táxon se publica conjuntamente por dois autores, ambos devem se citar unindo seus nomes com a palavra «et» ou o símbolo «&».[13]

Devia xeromorpha Goldblatt et J.C.manning (ou Goldblatt & J.C.manning) é um táxon que foi descrito e publicado conjuntamente pelos taxónomos Peter Goldblatt e John C. Manning.
- Quando a autoria de um nome científico difere da autoria da obra na qual tem sido validamente publicado, ambos autores são citados frequentemente ligando com a palavra «in». Em tais casos «in» e o que segue por detrás não são parte da cita do autor senão da citação bibliográfica e é melhor o ignorar, a não ser que se deseje citar o lugar onde o nome foi publicado.[15]

Em 1908 Hans Solereder atribuiu o nome da família Strasburgeriaceae e sua descrição válida a Phillippe Edouard van Tieghem quem —em realidade— usou o nome «Strasburgériacées» (em francês, por isso não está validamente publicado segundo o artigo 18.4). O nome cita-se então como Strasburgeriaceae Tiegh., ou Strasburgeriaceae Tiegh. in Solereder quando é necessário prover uma citação bibliográfica além do nome científico.
O nome «Zephyranthes drummondii D.Don in Sweet, Brit. Fl. Gard. 7: t. 328 (1836)» indica que a espécie foi validamente descripta por David Dom e publicada no tomo 7 editado em 1836 da obra de Robert Sweet chamada «The British flower garden: containing coloured figures & descriptions of the most ornamental & curious hardy herbaceous plants». Não obstante, o nome correcto da espécie é simplesmente Zephyranthes drummondii D.Don
- O nome de um novo táxon deve ser atribuído ao autor ou autores da publicação na que a descrição válida aparece pela primeira vez, ainda que o nome se atribua a um autor diferente. Pode-se, não obstante, reconhecer a autoria do nome científico inserindo a palavra «ex» depois do mesmo, seguido do nome do autor ou autores da descrição válida.[18]

Em 1865 Berthold Carl Seemann publicou o nome Gossypium tomentosum, atribuindo-o a Thomas Nuttall, seguido da descrição válida da espécie. Portanto, o nome dessa espécie de algodão pode ser citado como «G. tomentosum Nutt. ex Seem.» ou, simplesmente, como «G. tomentosum Seem».

#### Abreviatura do autor
Nas taxas de plantas, os nomes dos autores citam-se de forma abreviada, de acordo a normas padronizadas. Richard Kenneth Brummitt e C.E. Powell publicaram no contexto dos padrões TDWG, em 1992, uma nómina das abreviaturas dos autores de nomes científicos de plantas em conformidade com as normas provistas pelo Código Internacional de Nomenclatura para algas, fungos e plantas. Tal nómina actualiza-se continuamente e faz-se pública nas páginas web das organizações denominadas «International Plant Names Index» (IPNI; em português, Índice internacional de nomes de plantas) e «Index Fungorum» (em português, «Índice de fungos»).
A norma principal quanto à abreviatura do nome do autor de um nome científico de um táxon de plantas é que a abreviatura deve ser suficientemente longa como para ser distintiva e deveria terminar com uma consonante que, no nome completo, precede a uma vogal. As primeiras letras do nome devem-se prover sem omissão, mas uma das últimas consonantes pode agregar-se de ser necessário. Exemplos:

«L.» é a abreviatura para Carlos Linneo; «Fr.» para Elias Magnus Fries; «Juss.» para Antoine-Laurent de Jussieu; «Rich.» para Louis Claude Marie Richard; «Bertol.» para Antonio Bertoloni, para distinguí-lo de Carlo Luigi Giuseppe Bertero, «Bertero»; «Michx.» para André Michaux, para distinguí-lo de Marc Micheli, «Micheli».

### Taxa de animais
As normas e recomendações para citar ao autor ou autores de um táxon de animais acham-se descritas no capítulo 11 do Código Internacional de Nomenclatura Zoológica, as quais se detalham a seguir:
- No caso dos taxas de animais, as citações do autor são opcionais, apesar de que é de uso corrente e recomendável.[26]
- Recomenda-se que se cite o autor ou autores pelo seu apelido e a data da publicação. O nome do autor escreve-se a seguir do nome do táxon sem nenhum sinal de pontuação entre eles, a excepção dos casos que se descrevem no próximo ponto.[27]

O nome científico do lobo foi outorgado em 1758 por Carlos Linneo, pelo que se escreve: Canis lupus Linnaeus, 1758.
- Quando uma determinada espécie se altera para um género que não é o original (acto nomenclatural que se denomina «combinação») o nome do autor da descrição e nome inicial se coloca entre parêntese. No ano, se cita-se, deve-se colocar no mesmo parêntese.[28]

Carlos Linneo outorgou-lhe ao leão o nome de Felis leo em 1758, mas depois essa espécie foi transferida por outro autor ao género Panthera, pelo que o nome científico e a cita do autor se escrevem assim: Panthera leo (Linnaeus, 1758) ou bem, Panthera leo (Linnaeus).
- Se deseja-se pode-se citar também o nome do autor que tem realizado uma nova combinação.[29]

Limnatis nilotica (Savigny) Moquin-Tandon; Methiolopsis geniculata (Stål, 1878) Rehn, 1957.
- Se o apelido de dois ou mais autores pode dar lugar a confusões, distinguir-se-ão também pelos seus nomes, como em bibliografia científica.[30]

O zoólogo francês Étienne Geoffroy Saint-Hilaire e seu filho Isidore Geoffroy Saint-Hilaire citam-se como É.Geoffroy e I.Geoffroy, respectivamente, como em Saimiri boliviensis E.Geoffroy, 1834 e Saimiri ustus I.geoffroy, 1843
- Se o apelido do autor está originalmente escrito é um idioma que não use o alfabeto latino, dever-se-á transliterar.[31]

O entomólogo russo Эдуард Эверсман se translitera como Eduard Eversmann e cita-se com seu apelido em alfabeto latino, por exemplo em Aeshna viridis Eversmann, 1836.

### Taxa de bactérias
As normas e recomendações para citar ao autor ou autores de um táxon de bactérias acham-se descritas na secção 6 do Código Internacional de Nomenclatura de Bactérias.
- Na nomenclatura das bactérias o nome do autor não se abrevia —contrariamente às normas da nomenclatura botânica— e no ano de publicação do táxon não se separa do nome do autor por uma coma, a diferença da norma da nomenclatura de animais.

O nome «Paenibacillus polymyxa (Prazmowski 1880) Ash et al. 1994», ou também, «Paenibacillus polymyxa (Prazmowski) Ash et al. 1994» indica que Prazmoski é o autor do basónimo —como Clostridium polymyxa— e que Ash é o autor da combinação.
- Se a alteração da circunscrição de um táxon ou dos seus caracteres diagnósticos modifica a natureza de dito táxon, o autor responsável pode ser indicado pelo agregado da abreviatura «emend.» (do latim «emendavit», emendado) seguido do nome do autor responsável da mudança. Como por exemplo:[32]

Rhodopseudomonas Czurda & Maresch 1937 emend, van Niel 1944
- Um nome que se conserva pese a que o tipo do táxon ao que alude tem sido excluído, não deve ser referido ao autor original senão ao autor cujo conceito ou definição do táxon se conservou.[33]

Aeromonas liquefaciens, é a espécie tipo original do género Aeromonas. Não obstante, tem sido excluída do mencionado género. Por essa razão o nome do género Aeromonas atribui-se a Roger E. Stanier 1943 e não a Albert Kluyver & C. B. van Niel 1936, e a nova espécie tipo do género é  A. hydrophila.